# 22e cérémonie des Boston Society of Film Critics Awards
La 22e cérémonie des Boston Society of Film Critics Awards, décernés par la Boston Society of Film Critics, a eu lieu le 16 décembre 2001, et a récompensé les films réalisés dans l'année.

## Palmarès

### Meilleur film
- Mulholland Drive
  - Apocalypse Now Redux

### Meilleur réalisateur
- David Lynch – Mulholland Drive
  - Peter Jackson pour Le Seigneur des anneaux : La Communauté de l'anneau (The Lord of the Rings: The Fellowship of the Ring)

### Meilleur acteur
(ex æquo)
- Brian Cox pour le rôle de Big John dans L.I.E.
- Denzel Washington  pour le rôle d'Alonzo Harris dans Training Day
  - Gene Hackman pour le rôle de Royal Tenenbaums dans La Famille Tenenbaum (The Royal Tenenbaums)
  - Guy Pearce pour le rôle de Leonard Shelby dans Memento

### Meilleure actrice
- Tilda Swinton pour le rôle de Margaret Hall dans Bleu profond (The Deep End)
  - Naomi Watts pour le rôle de Betty Elms dans Mulholland Drive

### Meilleur acteur dans un second rôle
- Ben Kingsley pour le rôle de Don Logan dans Sexy Beast
  - Steve Buscemi pour le rôle de Seymour dans Ghost World

### Meilleure actrice dans un second rôle
- Cameron Diaz pour le rôle de Julianna "Julie" Gianni dans Vanilla Sky
  - Scarlett Johansson pour le rôle de Rebecca dans Ghost World

### Réalisateur le plus prometteur
- Michael Cuesta pour L.I.E.
  - Alejandro González Iñárritu pour Amours chiennes (Amores Perros)

### Meilleur scénario
- Memento – Christopher Nolan
  - Ghost World – Terry Zwigoff et Daniel Clowes

### Meilleure photographie
- The Barber (The Man Who Wasn't There) – Roger Deakins
  - In the Mood for Love (花样年华) – Christopher Doyle et Mark Lee Ping-Bin

### Meilleur film en langue étrangère
- Amours chiennes (Amores Perros) •  Mexique
  - In the Mood for Love (花样年华) •  Hong Kong

### Meilleur film documentaire
- Les Glaneurs et la Glaneuse